# Сітта
Сітта (д/н — 539) — військовий діяч ранньої Візантійської імперії.

## Життєпис
За походженням був фракійцем або готам. Замолоду увійшов до почту спадкоємця трону Юстиніана, ставши його дорифором (охоронцем). Згодом кар'єрі Сітти сприяло одруження на сестрі Феодори, майбутньої імператриці. Був букеларієм, потім отримав титул дукса. У 526 році спільно з Велізарій здійснив похід до Сигріани (відома також як Перскаменія), але візантійці не досягли жодних успіхів через слабкість організації та недостатню підтримку з боку вірменських князів.
У 527 році на посаді magister militum per Orientem, тобто військовим командувачем Сходу (підпорядковувалися війська Першої й Другої Вірменії, Полемонового Понту, Анзітени, Інгілени, Софенуи, Софанени), але зазнав поразки від перських військовиків Аратія та Нарсеса. Але перед тим Сітта з Велізарієм зумів сплюндрувати значну частину Вірменського марзапанства.
У 528 році призначається magister militum per Armeniam (військовим командувачем Вірменії). У 529 році здобув перемогу над макронами в Понті, що були союзниками персів. Макронів було змушено прийняти християнство, а потім долучено до візантійського війська. В подальшому Сітта намагався розширити підтримку імперії, спираючись на вірменських та грузинських князів (насамперед перших). З цього моменту починається збільшення представників вірменської знаті, що частково прийняла православ'я, серед державних сановників та військовиків Візантії. Після цього стає magister militum per Armeniam et Pontum Polemoniacum et gentes (магістром військ Вірменії та Полемоніонового Понту).)
У 530 році призначається на посаду magister militum praesentalis (магістра презентальних військ). Йому надано в підпорядкування Дорофея, стратега Вірменії. В цей час проти візантійців виступив шахіншах Кавад I, війська якого вдерлися до Північної Месопотамії та Римської Вірменії. Спочатку Сітта відбив спробу супротивника захопити Феодосіополь, а потім завдав поразки персам у битві при Саталі. У 531 році після важкої битви при Каллінікіумі, де візантійські війська зазнали значних втрат, Сітта замінив Велізарії на чолі очільника усієї війни проти Персії. Але вже у 532 році було укладено мир між Візантією та Персією.
У 535 році отримав титул патрикія. Того ж року завдав поразки булгарам на річці Ят. У 536 році отримав почесне консульство. У 538 році знову призначено magister militum per Armeniam для придушення повстання у Вірменії роду Аршакуні на чолі з Артабаном, що перейшов на бік Персії. У битві біля Онахалкону на початку 539 року Сітта зазнав поразки й загинув.

## Родина
- Софія (530 — після 601), дружина імператора Юстина II.